# بورتوريكو
بورتوريكو أو بُرتوريكو أو بُرتريكة (بالإسبانية: Puerto Rico) تعني بالإسبانية «الميناء الغني» وهو إقليم من الجزر تابع للولايات المتحدة يقع في منطقة الكاريبي، اسمه الرسمي دولة بورتوريكو الحرة المرتبطة أو (بالإسبانية: Estado Libre Asociado de Puerto Rico) «دولة بورتوريكو الحرة المرتبطة»، تقع في شمال شرق البحر الكاريبي، شرق جمهورية الدومينيكان وغرب كلً من جزر فيرجن التابعة للولايات المتحدة وجزر فيرجن البريطانية.
| الناتج المحلي الإجمالي اسمي = $103 مليار
| سنة الناتج المحلي الإجمالي اسمي = 2021
تتألف بورتوريكو من أرخبيل يشمل جزيرة بورتوريكو الرئيسية وعدد من الجزر الصغيرة، أكبرها جزيرة فيكويس وكوليبرا ومونا. جزيرة بورتوريكو الرئيسية هي أصغر جزر الأنتيل الكبرى من حيث المساحة. وتحتل المرتبة الثالثة من حيث عدد السكان بين هذه المجموعة من الجزر الأربع، التي تشمل جزر كوبا وهيسبانيولا (المتألفة من جمهورية الدومينيكان وهايتي) وجامايكا.
تتمتع بورتوريكو بمناخ استوائي نظرًا لموقعها قرب خط الاستواء، حيث ترتفع المعدلات الحرارية السنوية غير أن موقعها الجزري يلطف من حدة الحرارة، وتتأثر الجزيرة بموسم أعاصير المحيط الأطلسي حيث تهب على القسم الشمالي منها رياح شمالية شرقية تسقط أمطاراً وفيرة، عكس القسم الجنوبي الذي يسوده الجفاف النسبي لذا تقوم الزراعة فيه على الري. وهي جزيرة مضرسة السطح، فأغلبها جبلي، وفي وسطها سلسلة جبلية يتراوح أرتفاعها بين (900 م -1200 م) تتكون من الصخور البركانية والمتحولة، وتنتشر التلال الجيرية عند سفوحها، وتنتشر فوق مرتفعاتها جيوب من الغابات المدارية بقيت بعد التوسع الاستيطاني. كما توجد سهول ساحلية ضيقة في الجنوب والشمال من الجزيرة، حيث يتركز العمران البشري.
سكان بورتوريكو الحاليين هم خليط من الأسبان والأفارقة، وأقلية صغيرة من الشعب الأصلي وبعض الأمريكيين، وتضاعف عدد السكان في القرن الميلادي الحالي وفاق الآن ثلاثة ملايين نسمة، ولذلك تعتبر بورتوريكو من أكبر المناطق ازدحاماً، ويزداد التجمع البشري في النطاق الشمالي من الجزيرة، وتستقبل بورتوريكو سنوياً أكثر من مليون سائح معظمهم من الأمريكيين. ولقد هاجرت إليها جماعات من بلاد الشام، وهي تشكل معظم الأقلية المسلمة في بويرتوريكو. اللغات الرسمية للجزيرة هي الإسبانية والإنجليزية، وتعتبر الإسبانية هي اللغة الأساسية في الجزيرة.
في الأصل، كانت تقطن بورتوريكو مجموعات من السكان الأصليين من شعبه الكاريبي معروفين باسم شعب التاينو الذين عاشوا في تلك المنطقة لقرون، ولكن عندما استولى كريستوفر كولومبوس على الجزيرة خلال رحلته الثانية إلى الأمريكتين في 19 نوفمبر 1493 قام بضمها لأراضى إسبانيا. تم استعمار الجزيرة تحت الحكم الإسباني، وأُجبر سكانها الأصليين على العبودية وأبيدوا مع التوسع الاستيطاني للمهاجرين الأسبان، وجلب الأفارقة لاستغلالهم في الإنتاج الزراعي. يدعى الغربيون أن سبب فناء السكان الأصليون للجزيرة - «من بين أسباب أخرى» - هو ضعف مقاومتهم للأمراض الأوروبية المعدية التي جلبها المستعمر معه. ظلت بورتوريكو مستعمرة أسبانية من سنة 915هـ - 1509 م إلى سنة 1316 هـ - 1898 م أي لأكثر من ثلاثة قرون (389 سنه)، رغم محاولات الفرنسيين، والهولنديين، والبريطانيين للاستيلاء على الجزيرة. في عام 1898، تنازلت إسبانيا للولايات المتحدة عن الأرخبيل، فضلاً عن الفلبين، نتيجة لهزيمتها في الحرب الأمريكية الإسبانية وفقا لأحكام معاهدة باريس عام 1898. تم منح الجنسية الاميركية للبويرتوريكيين في عام 1917، وانتُخب أول حاكم لهم عام 1948. واعتُمد دستور بورتوريكو وصادق عليه الناخبون في عام 1952 الذي حصلت بموجبه بورتوريكو على استقلال داخلي وبقيت في شبه اتحاد مع الولايات المتحدة.
يتم تشكيل مجلسين تشريعيين منتخبين ديمقراطياً في بورتوريكو ولكن الكونغرس الأمريكي يشرع العديد من جوانب الحياة الأساسية في الجزيرة. سكان الجزيرة لا يسمح لهم بالتصويت في الانتخابات الرئاسية الأمريكية لأن بورتوريكو تعتبر رسمياً أقليم تابع (غير مدمج) وليست ولاية. الوضع السياسي الحالي في الجزيرة، بما في ذلك إمكانية تحويلها لولاية أو استقلالها، هو موضع جدل على نطاق واسع في بورتوريكو. في نوفمبر 2012، أسفر استفتاء غير ملزم عن حالة بورتوريكو عن رفض 54 في المئة من المستطلع آرائهم للوضع الراهن تحت بند الإقليمية في دستور الولايات المتحدة. ومن بين المشاركين في الإجابة على سؤال ثاني حول البدائل المطروحة، صوت 61 في المئة لصالح حالة «الولاية» كبديل مفضل عن الوضع الإقليمي الراهن.

## التأصيل
يُشير الاسم الحالى «بورتو ريكو» إلى الثروات التي غادرت ميناء القديس خوان باوتيستا. عَمِد كريستوفر كولومبوس له باسم القديس يوحنا المعمدان. لكن أطلق السكان الأصليين لقبيلة تايينا على الجزيرة اسم بوريكين، والتي تعنى «أرض ربنا وسيدنا برابو» الذي طَور الاسم إلى بوريكين، وهذا الاسم لا يزال يُستخدم إشارةً إلى بورتوريكو. ومن هنا ظهرت الصفة «بوريكوا». أطلق عليها الأسبان العاصمة بورتو ريكو. ومع مرور الزمن، تبادلت الأسماء بطريقة حيث أن «بورتو ريكو» تحولت إلى القديس خوان، والقديس خوان باوتيستا تحولت إلى بورتوريكو. في الواقع، إن العاصمة تسمى سان خوان أي القديس يوحنا المعمدان.

## التاريخ

### قبل وصول الأوروبيين
تاريخ الجزيرة القديم غير واضح المعالم. ما يصلنا من تلك الفترة هي كتابات المستكشفين الإسبان المنقولة عن السكان المحليين. أول كتاب شامل عن تاريخ بورتوريكو كتب عام 1776 أي بعد 283 سنة من وصول المستكشفين الإسبان.
يعتقد أن السكان الأصليين للبلاد والذين سكنوا الجزيرة من قديم الزمان يسمون بالأورتويرويد. وجد في الجزيرة آثار تشير إلى وجود حياة عليها منذ 4000 عام. في الفترة المقدرة بين 120 و400 قامت قبائل الإجنري باستيطان الجزيرة ثم لحقهم الكاريبيون والتينوس. تطورت الثقافة والحضارة التينوسية حتى صارت هي السائدة في الجزيرة (ومنطقة الكاريبي بشكل عام) واستمرت كذلك حتى وصول الإسبان 1493.

### وصول الإسبان
أول اتصال بشري بين الهنود الحمر والإسبان كان في تاريخ 19 نوفمبر 1493 في رحلة كريستوفر كولومبوس الثانية للأنتيل. يرجح البعض أن بورتوريكو اكتشفت على يد مارتن ألونزو بنزون سنة 1492 قائد إحدى سفن أسطول كولومبوس والذي كان انفصل عن كولومبوس وراح يستكشف العالم الجديد وحده. أعطت إسبانيا الحكم في بورتوريكو لعائلة بنزون على أن يكون ولاؤهم لها. سمى آل بنزون الجزيرة بسان خوان باتيستا ومع مرور الزمن تغير الاسم ليصبح بورتوريكو (تعني الميناء الغني) وبقي اسم سان خوان اسما لعاصمتها.

### السياسة

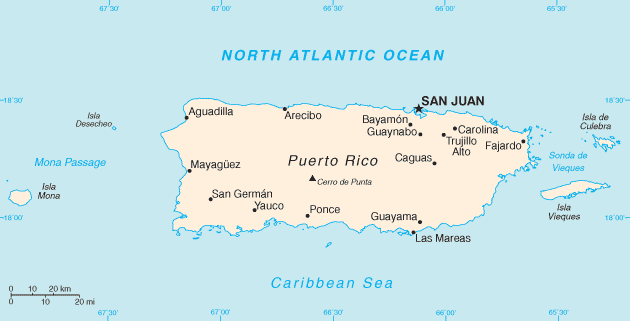
خريطة بورتوريكو

تم تقسيمها إدارياً إلى ثمانية وسبعين بلدية؛ كل بلدية تختار عمدة لها و«التشريعية البلدية» لمدة أربع سنوات. إن المُدن الرئيسية هم: سان خوان (العاصمة)، غواينابو، بايامون، كارولينا، كاجواس، ماياجويز، بونثى، كاتانيو، تروخيو العليا وأريثيبو. تمتلك بورتوريكو جزيرتين بلبلدية وهم بيكيس وكوليبرا التي تقع في شرق الجزيرة الكُبرى.

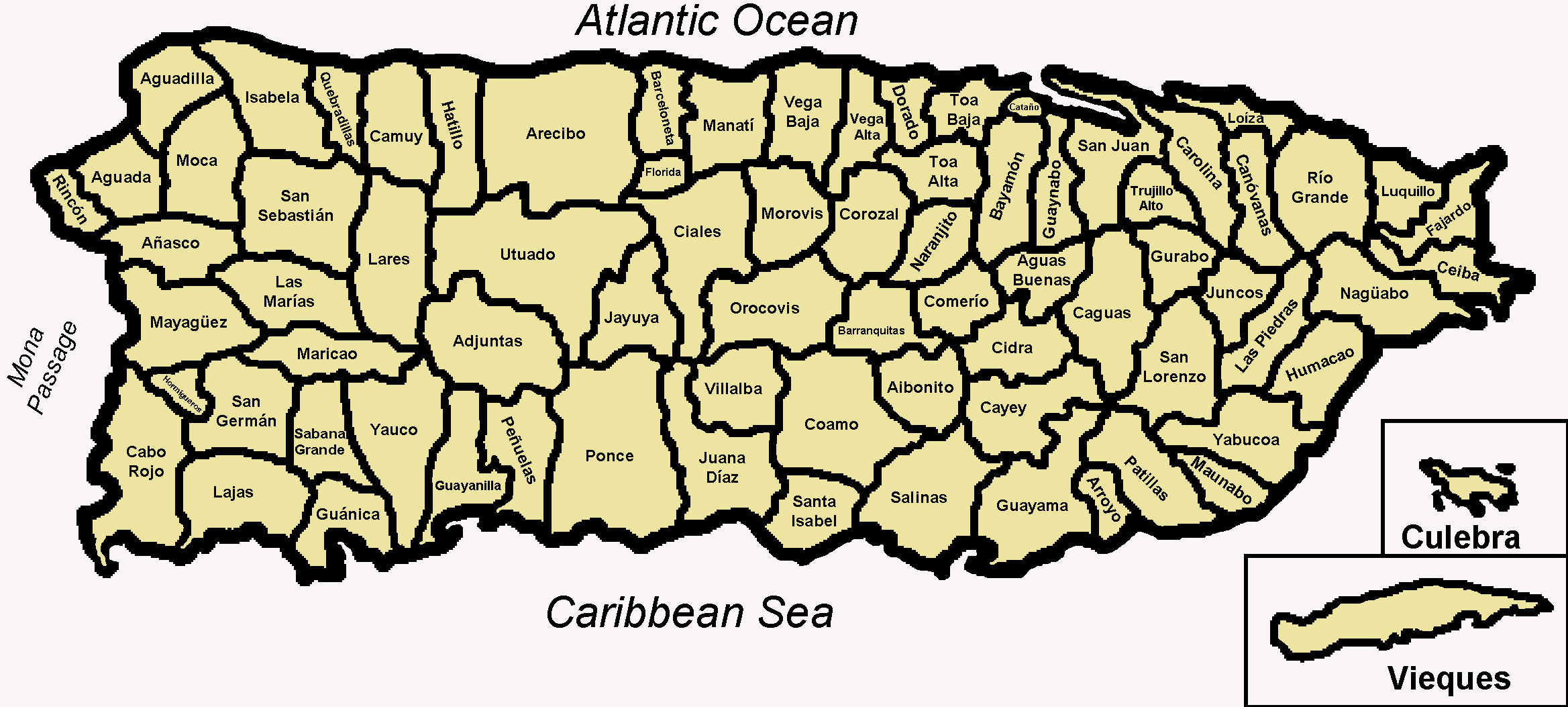
خريطة بورتوريكو، بدويلياتها المُقسمة على التوالى

## الجغرافيا
أرض بورتوريكو تتكون من جزيرة بورتوريكو وعدد من جزر أخرى صغرى، وهي مضرسة السطح فأغلبها جبلي، وفي وسطها سلسلة جبلية ينراوح ارتفاعها بين (900 م -1200 م) وتتكون من الصخور البركانية والمتحولة، وتنتشر التلال الجيرية عند سفوحها، وهناك سهول ساحلية ضيقة في الجنوب والشمال من الجزيرة، حيث يركز العمران البشري.

### المناخ
مناخ بورتوريكو ينتمي إلى النمط المداري، حيث ترتفع المعدلات الحرارية السنوية غير أن موقعها الجزري يلطف من حدة الحرارة، وتهب عليها الرياح الشمالية الشرقية لهذا يتلقى القسم الشمالي أمطارا وفيرة، وهذا عكس القسم الجنوبي الذي يسوده الجفاف النسبي، لذا تقوم الزراعة فية على الري، وتنتشر فوق مرتفعاتها جيوب من الغابات المدارية بقيت بعد التوسع الاستيطاني.
تتمتع بورتوريكو بمناخ استوائي وهي تتعرض من حين لآخر للأعاصير الموسمية الأطلسية تبلغ درجة الحرارة في بورتوريكو 28 درجة مئوية طوال العام ويبلغ متوسطها 19 درجة مئوية وأعلى درجة 30 درجة مئوية. ولا يطرأ على درجات الحرارة تغيرات كبيرة خلال الفصول. وتتسم درجة الحرارة في جنوب الجزيرة بأنها أعلى ببضع درجات خاصة ويتجه الطقس في المناطق الجبلية الداخلية دائما إلى البرودة أكثر من أية منطقة أخرى في الجزيرة.

## السكان

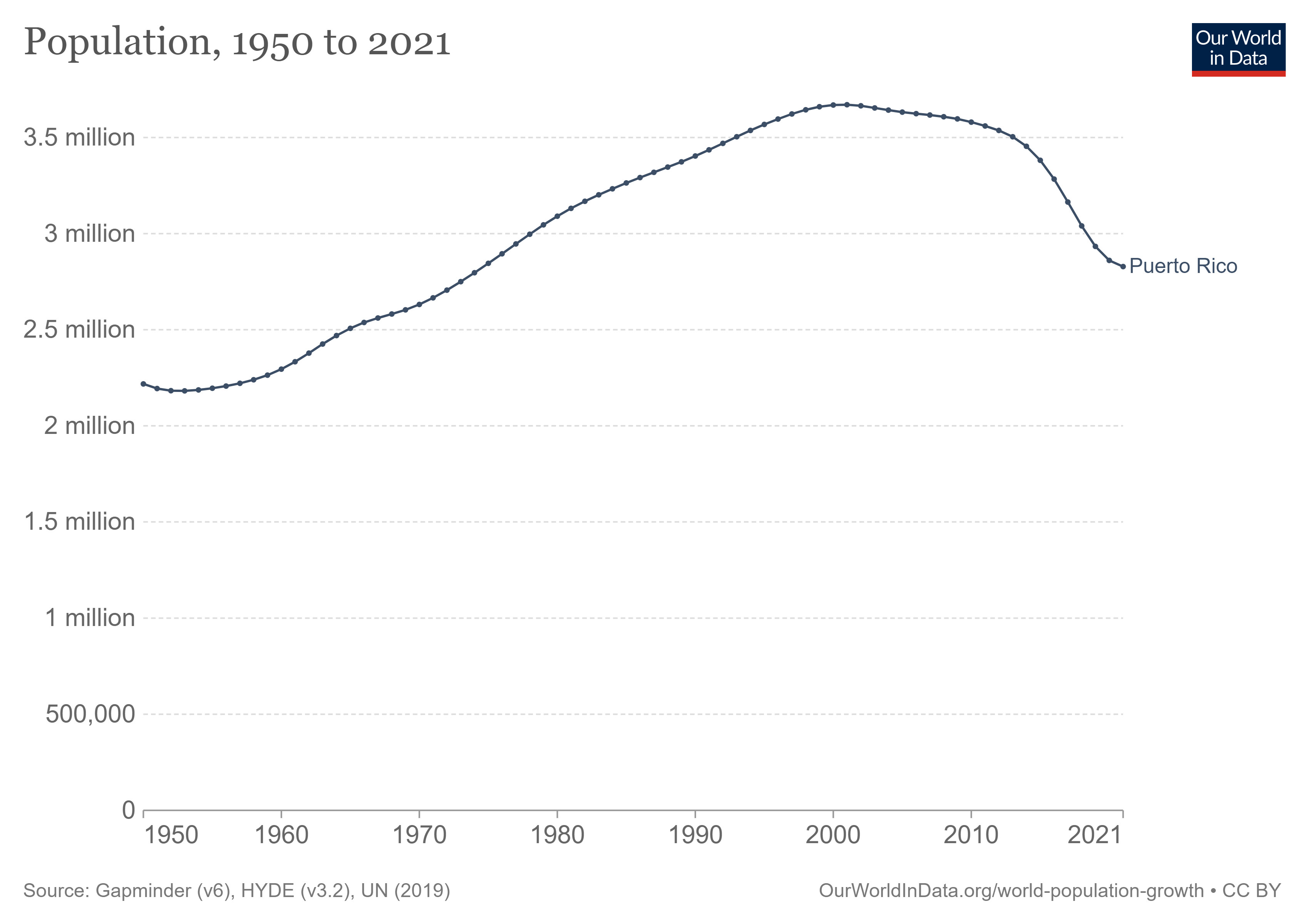
التطور الديمغرافي للبورتوريكو بين عامي 1961 و 2003. عدد السكان بالآلاف.

كان سكان بورتوريكو قبل الاستعمار الأسباني من الهنود الأمريكيين، من شعبه الكاريبي، ولقد أبيدوا بعد التوسع الاستيطاني للمهاجرين الأسبان، وجلب الأفارقة لاستغلالهم في الإنتاج الزراعي وظلت بورتوريكو مستعمرة إسبانية من سنة 1509 إلى سنة 1898 أي أكثر من أربعة قرون ثم احتلتها الولايات المتحدة، وحصلت على استقلالها الداخلي مند سنة 1952 وبقيت في شبه اتحاد مع الولايات المتحدة. الغالبية العظمى من السكان هم بيض من نسل إسباني من جزر الخالدات، ومعظمهم من استعمروا الجزيرة، مثل العديد من المنحدرين من الكورسيكيين، والإيطاليين، والفرنسيين، والبرتغاليين، ومهاجرين ألمان ودانماركيين وآيرلندييين، وأقلية صغيرة من أصل هندي أمريكي وبعض الأمريكيين، ولقد هاجرت إليها جماعات من بلاد الشام وتشكّل الأقلية المسلمة في بورتوريكو، ولا تزال اللغة الإسبانية تسود بينهم، وتضاعف عدد السكان في القرن الميلادي الحالي وفاق الآن ثلاثة ملايين، ولذلك تعتبر بورتوريكو من أكبر المناطق ازدحاما، ويزداد التجمع البشري في النطاق الشمالي من الجزيرة، وتستقبل بورتوريكو سنويا أكثر من مليون سائح معظمهم من الأمريكيين.
يزيد عدد سكان بورتوريكو على 4 ملايين نسمة وأغلبيتهم من أصول إسبانية، وتصنف الثالثة من حيث تعداد السكان بعد كوبا وجمهورية الدومينيكان وهاييتي وجامايكا.

### السكان الأصليون
سكان بورتوريكو الأصليون هم من شعوب الأبورجين القديمة التي تُعرف باسم تينوس، وكان أول أوروبي اكتشف الجزيرة الإسباني كريستوفر كولومبوس في التاسع عشر من نوفمبر/ تشرين الثاني العام 1493. احتلها المستعمرون الإسبان وأجبروا شعبها الأصلي على أعمال السخرة وانتشرت بينهم الأوبئة والأمراض التي حملها المستعمرون معهم عندما غزوا الجزيرة وأدى ذلك إلى إبادتهم. وعقب ذلك بدأ المستعمرون يستوردون الأفارقة من بلدان جنوب الصحراء لاستخدامهم في أعمال السخرة في مجالي الصناعة والأعمال الزراعية ومع اختفاء السكان الأصليين اختفت معهم أشياء كثيرة تدل على تاريخهم في هذه البلاد مثل التراث والحياة الاجتماعية.
وما يعرف عن السكان الأصليين اليوم هو نتف تركتها دراسات شحيحة عنهم في أوائل مرحلة الحكم الاستعماري الإسباني. وتشير بعض الآثار المكتشفة حديثا إلى أن الإنسان قطن الجزيرة أول مرة في الألفية الثانية قبل الميلاد. وعند وصول كولومبوس كان عدد السكان الأصليين يتراوح مابين ال 30 ألفا و 60 ألفا. ويبدو أن تراث شعب التينوس بقي مؤثرا، ولو بشكل محدود جدا، على تراث البلاد الثقافي خاصة الموسيقا والمفردات اللغوية التي دخلت إلى اللغة الإسبانية.

## الاقتصاد
الزراعة حرفة السكان الأولى ويعمل بها حوالي 31% من القوة العاملة، وأهم الغلات القصب حيث يزرع في السهول الشمالية وأصبح السكر أهم صادراتها، ويليه التبغ، ومن الحاصلات الأخرى السرغوم والموز والبقول، وفي بورتوريكو الآن حوالي ألف مصنع معظمها بأموال أميريكية، وبها صناعات نفطية، ومعظم الصناعات تتركز على الحاصلات الزراعية، مثل صناعة السكر والصناعات الغذائية، وتأتي السياحة في المرتبة الثالثة ونتيجة لتقدم الصناعة أصبح الاقتصاد مختلطا بين الصناعة والزراعة، وثروتها الحيوانية تتألف من 478,989 رأسا من البقر والخنازير.
تحتوي بورتوريكو على 239 فصيلا نباتيا و 16 فصيل طيور و 39 نوعا من الزواحف والبرمائيات. وتقع كل تلك الفصائل على الجزيرة الأم. ويعد الكوكيو، وهو ضفدع صغير من أهم الرموز التي تفتخر بها بورتوريكو، ويعرف بنقيقه خلال النداء، وهناك ما بين 13-17 كوكيو تعيش في غابة إيل يونكي الوطنية وفي الغابات المطيرة الاستوائية. ويعيش في الجزيرة أيضا 50 نوعا من الطيور منها فصائل معرضة لخطورة الانقراض. وتنمو في غابة غوانيكا أكثر من 600 فصيل نباتي غير عادي وحيوانات.

## المواصلات
النقل في بورتوريكو يتضمن نظام الطرق والطرق السريعة والمطارات والموانئ والمرافئ، وشبكات السكك الحديدية، و يبلغ عدد سكانها حوالي 4 ملايين نسمة على مدار السنة. ويتم تمويل ذلك في المقام الأول مع الصناديق الحكومية على حدّ سواء المحلية والاتحادية.
بورتوريكو تضم 21 مطارات مع مدارج معبدة، منها:
3 مطارات مع أكثر من 10,000 قدم (3,048 م) من المدرج.
3 مطارات مع مدارج تتراوح بين 5,000 قدم (1,524 م) و 8،000 قدم (2,438 م).
15 مطارا مع أقل من 5,000 قدم (1,524 م) من المدرج.
لديه بورتوريكو أيضا 8 مطارات مع مدارج غير معبدة، والتي لديها أقل من 5,000 قدم (1,524 م) من المدرج.

## ثقافة
تعد سان خوان كبرى المدن وعاصمة بورتوريكو، أيقونة المباني التراثية في أمريكا اللاتينية ويتحدث سكانها اللغة الإسبانية وهي خليط من الأعراق يعيش فيها البيض والسود والهنود الحمر والآسيويون وأعراق أخرى مختلفة جنبا إلى جنب بسلام ووئام.
وتحتوي على العديد من المباني التاريخية من أهمها القلاع العسكرية السابقة مثل قلعة فيليب ديل مورو وقلعة سان كريستوبال ولا فورتاليزا وهو المبنى الحكومي الأقدم في الأمريكيتين، وتعد سان خوان الميناء الأكثر أهمية في الجزيرة من حيث الصناعات والنشاط المالي والثقافي والسياحي. ويبلغ سكان المدينة نحو مليوني نسمة أي أن نصف سكان بورتوريكو يعيشون في سان خوان. واستضافت المدينة العديد من المناسبات المهمة الرياضية مثل بطولة الألعاب الأولمبية الأمريكية.
يتسم الفن المعماري في سان خوان بتنوع كبير يعكس الثقافات المختلفة التي طرأت على المدينة عبر السنين الطويلة وفيها المدينة القديمة التي شيدت على النمط المعماري الإسباني، وتربطها شبكة واسعة من الطرق وتحيط بالمدينة الأبنية التاريخية القديمة. وتم تجديد معظم المباني التي شيّدت خلال فترات الحكم الاستعماري، وهي تستخدم حاليا إما مكاتب حكومية أو متاحف أو مراكز للعديد من المؤسسات الثقافية ومبنى الحاكم الذي لا يزال يستخدم منذ القرن السادس عشر. وتتميز سان خوان بميادينها العامة العديدة مثل ساحة بلازا دي أرماس التي تقع قبالة قاعة المدينة. وتضم تلك الميادين أيضا كاتدرائيات مثل كاتدرائية سان خوان بوتيستا. وتتميز المدينة القديمة بأسوارها التي كانت تستخدم لأغراض دفاعية، فضلا عن الحصون. ويقع هذا القطاع في النصف الغربي من جزيرة صغيرة يطلق عليها “إزليتا دي سان خوان”، وترتبط بالجزيرة الأم بجسرين وطريق. وتضم الجزيرة الصغيرة حي الطبقة العاملة ومعظم المباني الحكومية المركزية ومنها كابيتول الكومونولث. ويتسم الجزء الرئيس من الجزيرة الصغيرة بالشوارع الضيقة المبنية بالحصى وتتمتع الأبنية عموما بواجهات جميلة. وتضم سان خوان أيضا قصر عائلة بونس دي ليون، الذي يطلق عليه حاليا “كازابلانكا”، فضلا عن المعسكرات الإسبانية السابقة التي تحولت إلى متحف بالاجا. ويحتوي مبنى “لا برينسيسا، وهو سجن البلدية القديم على شركة سياحة بورتوريكو.

### أدب
مقال تفصيلي: أدب بورتوريكو
يعتبر انطونيو س. بدريرا، ورينيه ماركيث، من أشهر أدباء العصر الحديث في بورتوريكو بالإضافة إلى وخوسيه لويس غونزاليث، ولويس سانشيث رافائيل، وروساريو فرييه، وادجاردو رودريجيث خوليا، ولويس لوبيث نيبيث، ومايرا سانتوس فيبريس.
تعتبر خوليا دي بورغوس، وكلارا لاير، ولويس باليس ماتوس، وخوان انطونيو كوريتخير وفرانسيسكو ماتوس باولي من أكبر شعراء العصر الحديث.
هناك العديد من كتاب الشتات الذين يكتبون عن قضايا مستلهمة من بورتوريكو والحنين لوطن أجدادهم. ومن الأمثلة على ذلك الكاتبة جيانينا براستشي، التي نشرت شعر ورواية. كتبت أعمال براستشي بالإسبانية وبالسبانجلش وبالأنجليزية، وهو ما يعبر عن ثقافة الكثيرون من أصل لاتيني ممن هاجروا إلى الولايات المتحدة، وبذلك تستكشف خيارات بورتوريكو السياسة كأمة، ومستعمرة، ودولة. ومع ذلك، هناك العديد من الاختلافات بين الكتابات الأدبية في الجزيرة وكتابات الشتات. ويظهر ذلك في الأسبانية، اللغة، واستخدامها، بشأن القضايا والشواغل الاجتماعية وانتقاد السياسات والواقع المحيط والتي صورت في المظاهر الاجتماعية والأنثروبولوجية والفلسفية. يقربنا القول المأثور للكاتب الإسباني أورتيجا جاسيت إلى هذه الإختلافات الواضحة.
| بورتوريكو | أنا نفسي وأنا الظروف فإذ لم تكن لما كنت أنا موجود. | بورتوريكو |

وقد وثّق نقاد أدبيين هامين مثل إفراين باراداس، خوان فلوريس واسيلا رودريجيث دي لاجونا المساهمات الأدبية في كتاب الشتات البورتوريكويين.

## اللغة
الشعب البورتوريكي شعب يتحدث غالبه اللغة الإسبانية، وتُعد اللغة الإسبانية إحدى اللغتين الرسميتين، واللغة الرسمية الأخرى هي الإنجليزية.
لبورتوريكو لهجة خاصة من اللغة الإسبانية، وللهجة خصائص تميزها عن الأمم الأخرى المتحدثة بالإسبانية. ويرجع هذا بشكل أساسي إلى التأثيرات القوية للهجرات الكنارية والكورسيكية والكاتالونية إلى الجزيرة أثناء حقبة الاستعمار الإسباني، ولغة شعب التاينو الأصيل في جزر الكاريبي، ولغة يوربا من غرب أفريقيا حيث جلب العديد من الرقيق إلى الجزيرة. وفي القرن الأخير، تؤثّر اللغة الإنجليزية بسبب علاقة الجزيرة بالولايات المتحدة التجارية والسياسية، وحيث يعيش عدد كبير من أعضاء شعب الجزيرة. يبرز في السكان وثقافتهم اللغوية تأثيراً قويًا من اللغة الإنجليزية.
تُدرس اللغة الإنجليزية كلغة ثانية، على الرغم من أنها يُقدر من 10 إلى 20 بالمئة من النازحين للجزيرة يتحدثون اللغة الإنجليزية «جيد جداً»:
- سجل تعداد عام 2001 للنازحين المتحدثين للغة الإنجليزية نسبة 19.1 بلمئة «جيد جداً» ونسبة 71.9 بلمئة أقل من «جيد جداً».
- شملت الدراسة بجامعة بورتوريكو تسعة من عشرة من السكان الذين لا يتحدثون الإنجليزية «في المستوى المتقدم».
- الملف السردي للسكان والمعيشة، بورتوريكو 2005-2009 للتعداد ضرب أن 95 بالمئة من السكان يتحدثون الإسبانية في المنزل و 85 بالمئة لا يتحدثون الإنجليزية «جيد جداً».

## الدين
الدين الغالبية كاثوليك، إلا أنه يوجد فيها مسلمين مما يجدر ذكره أنه يسكنها عدد قليل (0.13%) من المسلمين والعرب بالإضافة إلى ديانة أوريشا.

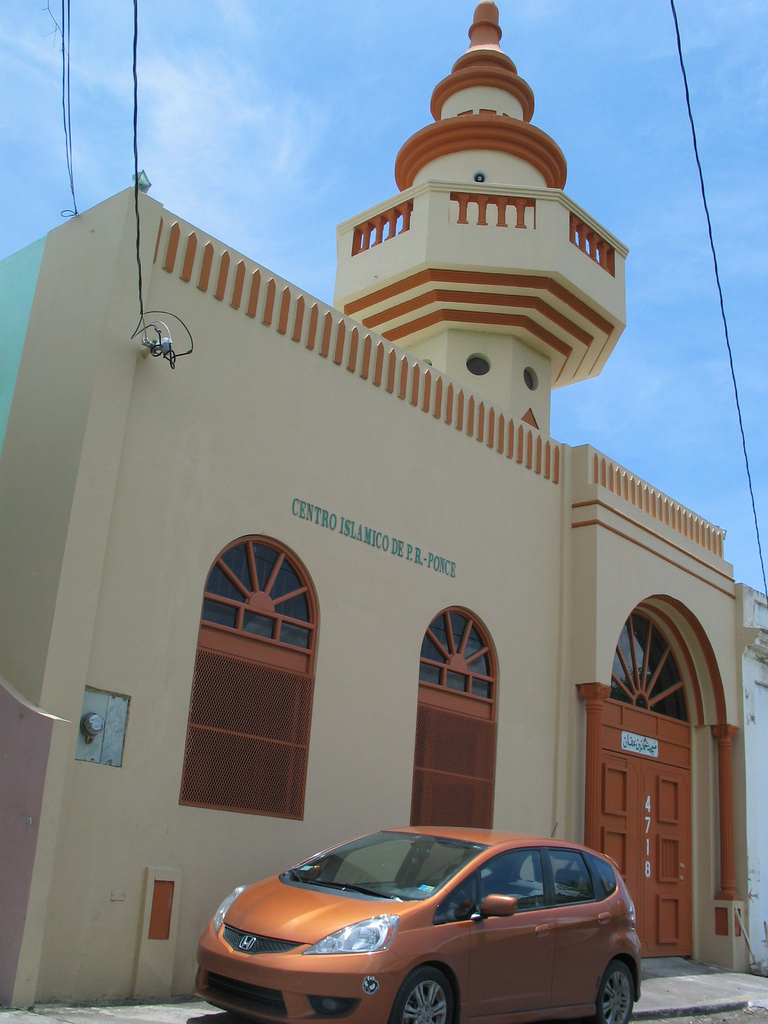
المركز الإسلامي في بونس
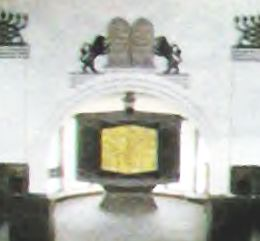
شعاري زاداك، معبد ديانة أوريشا من الداخل في سان خوان

## التعليم
كانت أول مدرسة في بورتوريكو هي مدرسة (دي غراميتيكا) (مدرسة إعدادية). تأسست من قبل المطران ألونسو مانسو في العام 1513 في المنطقة التي كانت فيها كاتدرائية سان خوان، وكانت تلك المدرسة مجانية والمقررات تدرس فيها اللغة اللاتينية والأدب، بالإضافة إلى التاريخ والعلوم والفنون والفلسفة واللاهوت.
وينقسم التعليم في بورتوريكو في ثلاثة مستويات:
- المستوى الابتدائي: ويكون من الصف الأول إلى الصف السادس.
- المستوى الثانوي: ويكون فيه الصفوف المتوسطة والثانوية من الصف السابع حتى الثاني عشر.
- المستوى العالي (البكالوريوس والدراسات العليا) ويكون على حسب نوع دراسة الكلية أو الجامعة.

يعتبر من عام 2002 كان معدل معرفة القراءة والكتابة لسكان بورتوريكو 94.1% وحسب نوع الجنس (93.9% للذكور و 94.4% للإناث)
ووفقا لتعداد عام 2000 حصل 60% من السكان على درجة الثانوية العامة أو مستوى أعلى من التعليم، و 18.3% على درجة البكالوريوس أو أعلى.
يعتبر التعليم الابتدائي في بورتوريكو إلزاميا من قبل الدولة، ويمنح دستور بورتوريكو الحق في التعليم لكل مواطن في الجزيرة. تحقيقا لهذه الغاية، وتوفر المدارس التعليم المجاني في المرحلتين الابتدائي والثانوي. وفي أي من المستويات التعليمية الثلاثة يمكن للطلاب حضور إما المدارس العامة أو الخاصة. اعتبارا من عام 1999، كان هناك 1532 مدرسة حكومية و 569 مدرسة خاصة في الجزيرة.
تعتبر أكبر وأقدم نظام جامعي موجود في جامعة بورتوريكو (University of Puerto Rico (UPR ويوجد هناك 11 حرم جامعي، ويعتبر أكبر نظام جامعة خاصة في الدولة هي (سيستيما يونيفرسيتاريو آنا جي) Sistema Universitario Ana G ومن أشهر الجامعات هناك جامعة ديل وجامعة متروبوليتان وجامعة ديل استي، والجامعة الكاثوليكية البابوية، وجامعة ديل ساغرادو كورازون.
كما أنه يوجد في بورتوريكو 4 جامعات للطب.